# Lim Min-hyuk
Đây là một tên người Triều Tiên, họ là Lim.
Lim Min-hyuk (sinh ngày 5 tháng 3 năm 1994) là một cầu thủ bóng đá Hàn Quốc thi đấu cho Jeonnam Dragons.